# Zelotherses
Sous-genre
Zelotherses est un sous-genre de lépidoptères (papillons) de la famille des Tortricidae.
- Répartition : Europe

## Liste des espèces
- Aphelia albociliana Herrich-Schäffer, 1851
- Aphelia euxina Djakonov, 1929
- Aphelia ferugana Hübner, 1793
- Aphelia paleana Hübner, 1793
- Aphelia peramplana Hübner, 1825
- Aphelia stigmatana Eversmann, 1844
- Aphelia tschetverikovi Danilevsky, 1963
- Aphelia unitana Hübner, 1799